# Omaha Beef
Gli Omaha Beef sono una franchigia professionistica di football americano indoor con sede ad Omaha, Nebraska, che gioca nella National Arena League. I Beef disputano le loro gare casalinghe alla Ralston Arena a partire dalla stagione 2013.

## Storia
Gli Omaha Beef sono stati fondati nel 1999 e hanno disputato le loro prime due stagioni nella Indoor Professional Football League, perdendo nel 2001 la finale di campionato. Dal 2002 al 2004 si sono trasferiti nella National Indoor Football League raggiungendo come miglior risultato la semifinale nel 2004. Nel 2005, i Beef si sono spostati nella United Indoor Football fino al 2008, quando, a partire dalla stagione successiva, le lega è confluita nella nuova Indoor Football League.

## Stagioni
| Anno              | V                 | S                 | P                 | St. regolare        | Playoff                                                                    |
| Omaha Beef (IPFL) | Omaha Beef (IPFL) | Omaha Beef (IPFL) | Omaha Beef (IPFL) | Omaha Beef (IPFL)   | Omaha Beef (IPFL)                                                          |
| ----------------- | ----------------- | ----------------- | ----------------- | ------------------- | -------------------------------------------------------------------------- |
| 2000              | 8                 | 8                 | 0                 | 3a Lega             | Perso Semifinal (Mississippi)                                              |
| 2001              | 15                | 1                 | 0                 | 1a                  | Perso IPFL Championship (Tennessee ThunderCats)                            |
| Omaha Beef (NIFL) |                   |                   |                   |                     |                                                                            |
| 2002              | 9                 | 5                 | 0                 | 2a Pacific Northern | Perso Round 1 (Bismarck)                                                   |
| 2003              | 11                | 3                 | 0                 | 1a Pacific Northern | Vinto Round 1 (Bismarck) Perso Semifinale (Utah)                           |
| 2004              | 9                 | 5                 | 0                 | 2a Pacific Northern | Vinto PC Round 1 (Sioux City) Perso PC Semifinale (Billings)               |
| Omaha Beef (UIF)  |                   |                   |                   |                     |                                                                            |
| 2005              | 9                 | 6                 | 0                 | 2a North            | Perso Round 1 (Sioux Falls)                                                |
| 2006              | 8                 | 7                 | 0                 | 2a West             | Perso Round 1 (Evansville)                                                 |
| 2007              | 8                 | 7                 | 0                 | 3a West             | Perso Round 1 (Billings)                                                   |
| 2008              | 10                | 4                 | 0                 | 3a West             | Perso Round 1 (Billings)                                                   |
| Omaha Beef (IFL)  |                   |                   |                   |                     |                                                                            |
| 2009              | 12                | 2                 | 0                 | 1a United Central   | Perso Divisionals II (Wichita)                                             |
| 2010              | 9                 | 5                 | 0                 | 3a Central West     | Perso Round 1 (Sioux Falls)                                                |
| 2011              | 9                 | 5                 | 0                 | 2a Great Plains     | Vinto Round 1 (Bloomington) Perso Seminifinale di Conference (Sioux Falls) |
| Totale            | 120               | 70                | 0                 | (compresi playoff)  | (compresi playoff)                                                         |